# Alliance Premier League 1984-1985
L'Alliance Premier League 1984-1985, conosciuta anche con il nome di Gola League 1984-1985 per motivi di sponsorizzazione, è stata la 6ª edizione del campionato inglese di calcio di quinta divisione.

## Squadre partecipanti
| Squadra                | Città                | Stagione precedente                                                 |
| ---------------------- | -------------------- | ------------------------------------------------------------------- |
| Altrincham             | Altrincham           | 3º posto in Alliance Premier League                                 |
| Barnet                 | Londra (High Barnet) | 9º posto in Alliance Premier League                                 |
| Bath City              | Bath                 | 6º posto in Alliance Premier League                                 |
| Barrow                 | Barrow-in-Furness    | 1º posto in Northern Premier League (promosso)                      |
| Boston United          | Boston               | 17º posto in Alliance Premier League                                |
| Dagenham               | Londra (Dagenham)    | 18º posto in Alliance Premier League                                |
| Dartford               | Dartford             | 1º posto in Southern League Premier Division (promosso)             |
| Enfield                | Londra (Enfield)     | 14º posto in Alliance Premier League                                |
| Frickley Athletic      | South Elmsall        | 12º posto in Alliance Premier League                                |
| Gateshead              | Gateshead            | 16º posto in Alliance Premier League                                |
| Kettering Town         | Kettering            | 19º posto in Alliance Premier League                                |
| Kidderminster Harriers | Kidderminster        | 10º posto in Alliance Premier League                                |
| Maidstone United       | Maidstone            | 1º posto in Alliance Premier League (non eletto in Football League) |
| Northwich Victoria     | Northwich            | 7º posto in Alliance Premier League                                 |
| Nuneaton Borough       | Nuneaton             | 2º posto in Alliance Premier League                                 |
| Runcorn                | Runcorn              | 5º posto in Alliance Premier League                                 |
| Scarborough            | Scarborough          | 13º posto in Alliance Premier League                                |
| Telford United         | Telford              | 11º posto in Alliance Premier League                                |
| Wealdstone             | Londra (Ruislip)     | 4º posto in Alliance Premier League                                 |
| Weymouth               | Weymouth             | 15º posto in Alliance Premier League                                |
| Worcester City         | Worcester            | 8º posto in Alliance Premier League                                 |
| Yeovil Town            | Yeovil               | 20º posto in Alliance Premier League                                |

## Classifica finale
|  | Pos. | Squadra            | Pt | G  | V  | N  | P  | GF | GS | DR  |
|  | ---- | ------------------ | -- | -- | -- | -- | -- | -- | -- | --- |
|  | 1    | Wealdstone         | 62 | 42 | 20 | 10 | 12 | 64 | 54 | +10 |
|  | 2    | Nuneaton Borough   | 58 | 42 | 19 | 14 | 9  | 85 | 53 | +30 |
|  | 3    | Dartford           | 57 | 42 | 17 | 13 | 12 | 57 | 48 | +9  |
|  | 4    | Bath City          | 57 | 42 | 21 | 9  | 12 | 52 | 49 | +3  |
|  | 5    | Altrincham         | 56 | 42 | 21 | 6  | 15 | 63 | 47 | +16 |
|  | 6    | Scarborough        | 54 | 42 | 17 | 13 | 12 | 69 | 62 | +7  |
|  | 7    | Enfield            | 53 | 42 | 17 | 13 | 12 | 84 | 61 | +23 |
|  | 8    | Kidderminster      | 51 | 42 | 17 | 8  | 17 | 79 | 77 | +2  |
|  | 9    | Northwich Victoria | 50 | 42 | 16 | 11 | 15 | 50 | 46 | +4  |
|  | 10   | Telford Utd        | 49 | 42 | 15 | 14 | 13 | 59 | 54 | +5  |
|  | 11   | Frickley Athletic  | 49 | 42 | 18 | 7  | 17 | 65 | 71 | -6  |
|  | 12   | Kettering Town     | 48 | 42 | 15 | 12 | 15 | 68 | 59 | +9  |
|  | 13   | Maidstone Utd      | 48 | 42 | 15 | 13 | 14 | 58 | 51 | +7  |
|  | 14   | Runcorn            | 48 | 42 | 13 | 15 | 14 | 48 | 47 | +1  |
|  | 15   | Barnet             | 47 | 42 | 15 | 11 | 16 | 59 | 52 | +7  |
|  | 16   | Weymouth           | 45 | 42 | 15 | 13 | 14 | 70 | 66 | +4  |
|  | 17   | Boston Utd         | 45 | 42 | 15 | 10 | 17 | 69 | 69 | +0  |
|  | 18   | Barrow             | 43 | 42 | 11 | 16 | 15 | 47 | 57 | -10 |
|  | 19   | Dagenham           | 41 | 42 | 13 | 10 | 19 | 47 | 67 | -20 |
|  | 20   | Worcester City     | 38 | 42 | 12 | 9  | 21 | 55 | 84 | -29 |
|  | 21   | Gateshead (-1)     | 33 | 42 | 9  | 12 | 21 | 51 | 82 | -31 |
|  | 22   | Yeovil Town        | 25 | 42 | 6  | 11 | 25 | 44 | 87 | -43 |

Legenda:
      Campione dell'Alliance Premier League 1984-1985.
      Ammesso al processo di elezione in Football League.
      Retrocesso in Northern Premier League 1985-1986.
      Retrocesso in Isthmian League 1985-1986.
      Retrocesso in Southern League 1984-1985.
Regolamento:
Tre punti a vittoria esterna, due a vittoria interna, uno a pareggio, zero a sconfitta.
In caso di arrivo di due o più squadre a pari punti, la graduatoria viene stilata secondo i seguenti criteri:
- differenza reti
- maggior numero di gol segnati

Note:

Il Gateshead è stato sanzionato con 1 punto di penalizzazione.

## Elezione in Football League
Il Bath City, 4ºclassificato, è stato ammesso al processo elettivo in Football League, in quanto le prime tre classificate (Wealdstone, Nuneaton Borough e Dartford), non disponevano di uno stadio idoneo.
| Club             | Lega                    | Voti | Verdetto   |
| ---------------- | ----------------------- | ---- | ---------- |
| Northampton Town | Fourth Division         | 52   | Rieletto   |
| Stockport County | Fourth Division         | 50   | Rieletto   |
| Torquay United   | Fourth Division         | 50   | Rieletto   |
| Halifax Town     | Fourth Division         | 48   | Rieletto   |
| Bath City        | Alliance Premier League | 8    | Non Eletto |